# Antoine Mindua
Antoine Mindua (Mushie, 31 december 1956) is een jurist uit Congo-Kinshasa. Na een korte loopbaan in eigen land en een vervolgstudie in Frankrijk kreeg hij de leiding over de sectie voor rechtsvervolging van het Rwandatribunaal. Na enkele jaren diplomatieke dienst bij de Verenigde Naties werd hij van 2006 tot 2012 rechter van het Joegoslaviëtribunaal. Daarnaast is hij hoogleraar internationaal publiekrecht in Genève.

## Levensloop
Mindua studeerde van 1976 tot 1982 rechten in Kinshasa en slaagde daar als Bachelor of Laws en Master of Laws op het gebied van burgerlijk recht en strafrecht. Vervolgens was hij van 1983 tot 1988 als juridisch ambtenaar, adviseur en vertegenwoordiger werkzaam voor de politie en de premier en president van Congo-Kinshasa.
Hierna vertrok hij naar Frankrijk voor verdere studie. Hier slaagde hij in 1990 in Nancy voor een Diplôme d'Etudes Supérieures in Europees recht en Europese politiek. Van 1989 tot 1990 studeerde hij zowel in Straatsburg als Nancy en sloot deze studies af met een masterdiploma in respectievelijk vergelijkend en internationaal humanitair recht en het recht van de Europese Unie. Vanaf 1990 studeerde hij verder in Genève en behaalde daar in 1992 een mastergraad en in 1995 een doctoraat in internationaal publiekrecht.
Van 1997 tot 2001 had hij de leiding over de sectie voor rechtsvervolging van het Rwandatribunaal in Arusha in Tanzania en aansluitend was hij tot 2006 buitengewoon ambassadeur en vertegenwoordiger van zijn land bij de Verenigde Naties in Genève en Bern. Hiernaast was hij van 1999 tot 2004 gastdocent aan de Universiteit van Genève op het gebied van internationaal publiekrecht en internationaal humanitair recht. Sinds 2004 is hij hoogleraar internationaal publiekrecht aan de Geneva School of Diplomacy & International Relations. Verder gaf hij sinds 2009 gastcolleges aan het Internationaal Instituut voor Mensenrechten van de Universiteit van Straatsburg. Mindua schreef artikelen in zowel het Engels als het Frans die verschenen in verschillende juridische vakbladen.
Van 2006 tot 2012 was hij rechter van het Joegoslaviëtribunaal in Den Haag. Hier was hij betrokken bij de rechtszaak tegen Dragomir Milošević en het groepsproces tegen Jadranko Prlić, Bruno Stojić, Slobodan Praljak, Milivoj Petković, Valentin Ćorić en Berislav Pušić.